# 黑龍江省 (清朝)
黑龙江省（穆麟德轉寫：sahaliyan ula golo），为清朝的东三省的一个省。

## 沿革
此地为黑龍江將軍辖区。雍正年间，官方文件即提及东三省，“塔尔岱着授为黑龙江将军，统领军营东三省兵丁。”道光年间奏折中，出现黑龙江省的名称。光绪三十三年（1907年），东三省正式建省，设置黑龙江巡抚一职:19。
黑龙江巡抚衙门设民政司、提学使、度支司、提法司。宣统元年（1909年），裁撤度支司，省会在齐齐哈尔（龍江府）。

## 行政区划
- 龍江府，治今齐齐哈尔市，1904年设黑水厅，属黑龙江分巡道，1908年改为府
- 大赉直隶厅，治今吉林省大安市，1904年设，属黑龙江分巡道
- 绥化府，治今绥化市，1885年，设绥化厅，1904年改为绥化府，属绥兰海道，1906年，省直辖
  - 下辖：余庆县（1904年设，治今庆安县）。
- 呼兰府，治今哈尔滨市呼兰区，1862年，设呼兰厅，1904年改为呼兰府，属绥兰海道，1906年，省直辖
  - 下辖：巴彦州（1904年设，治今巴彦县）、兰西县（1904年设）、木兰县（1904年设）。
- 海伦府，治今海伦市，1904年设海伦直隶厅，属绥兰海道，1906年，省直辖，1908年改为府
  - 下辖：青冈县（1904年设）、拜泉县（1904年设）。
- 兴东道，1904年设绥兰海道，1906年改名，治今萝北县
  - 下辖：绥化府、呼兰府、海伦直隶厅（以上绥兰海道时期所属）、大通县（1906年设，治今通河县三站乡）、汤原县（1905年设）。
- 嫩江府，治今嫩江县，1908年设
- 璦琿道，1908年设 
  - 下辖：瑷珲直隶厅（1908年设，治今黑河市爱辉镇）、黑河府（1908年设，治今黑河市爱辉区）。
- 呼倫道，1908年设
  - 下辖：呼伦直隶厅（1908年设，治今内蒙古自治区呼伦贝尔市海拉尔区）、胪滨府（1908年设，治今内蒙古自治区满洲里市）。
- 肇州直隶厅，治今肇源县，1905年设
- 安达直隶厅，治今安达县任民镇，1905年设
- 讷河直隶厅，治今讷河市，1910年设